# Bajčeva ulica, Novo mesto
Bajčeva ulica je ena od ulic v Novem mestu. Od leta 1993 se imenuje po kirurgu, primariju in univerzitetnem profesorju Otonu Bajcu. Ulica obsega 21 hišnih številk. Začne se nasproti cerkve v Šmihelu in poteka do gasilskega doma in železniške proge.